# Aretxabaleta-Gardelegi
Aretxabaleta-Gardelegi est un quartier faisant partie de la municipalité de Vitoria-Gasteiz dans la province d'Alava dans la Communauté autonome basque.

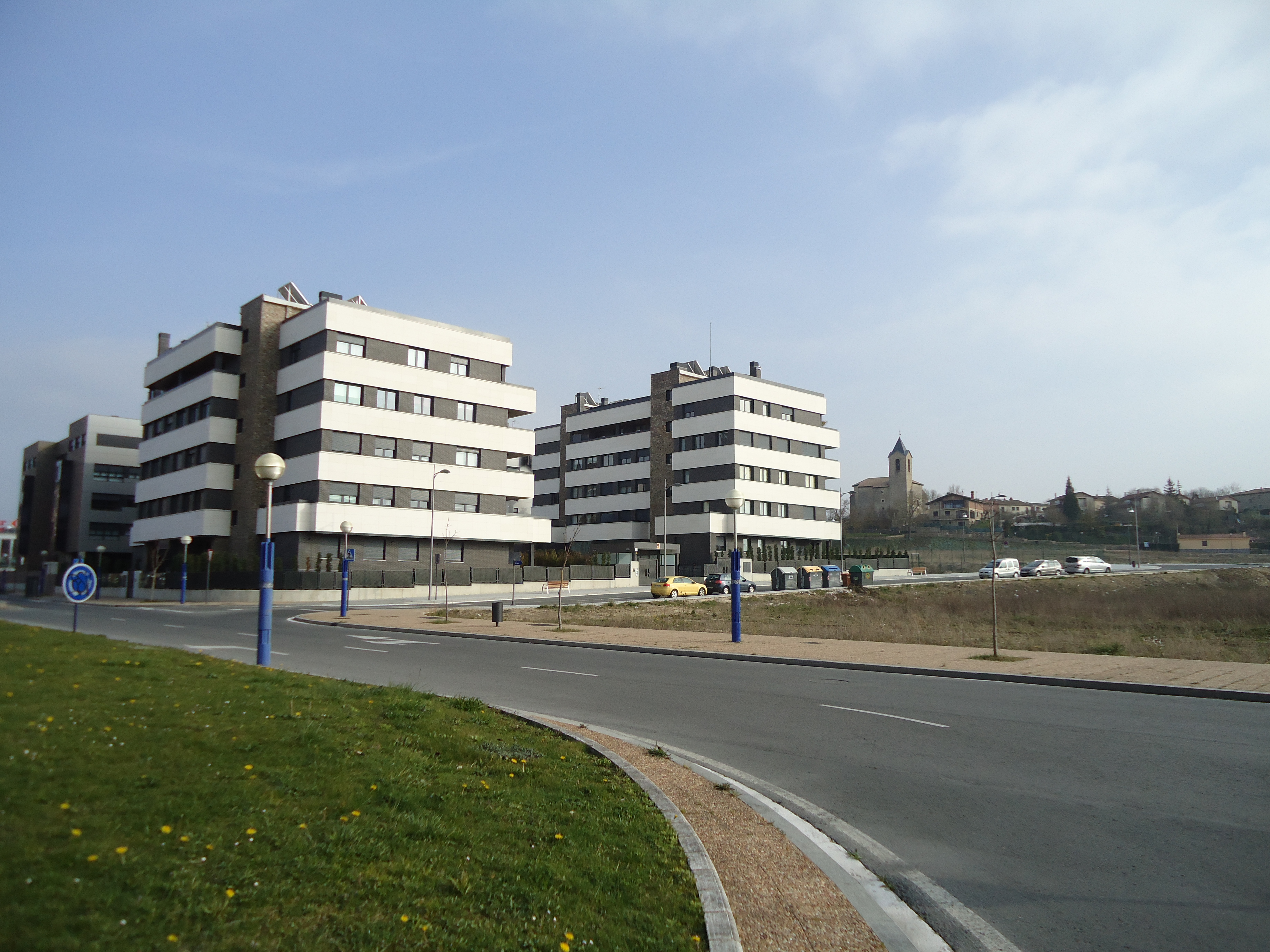